# Square Amicie-Lebaudy
Le square Amicie-Lebaudy est une voie du 20e arrondissement de Paris.

## Situation et accès
C'est une voie privée débute 5, rue Ernest-Lefèvre. 

## Origine du nom
Nommé en hommage à Amicie Lebaudy (1847-1917), fille de Constance Piou et de Palmyre Le Dall de Kereon, sœur de Jacques Piou, elle fut mariée au financier Jules Lebaudy (1828-1892), membre de la famille Lebaudy. Elle écrit des ouvrages sur le jansénisme, sous le pseudonyme de Guillaume Dall, et donne des fonds pour la restauration de l'abbaye de Port-Royal des Champs. Elle tient un salon à Paris, fréquenté par les grandes familles catholiques. À la mort de son mari, et dans la plus grande discrétion, elle finance la Fondation Groupe des Maisons ouvrières, qui s'occupe de construire des immeubles salubres pour les ouvriers, avec des logements à loyers modérés.

## Historique
Cette voie privée prend sa dénomination par décret municipal du 9 novembre 2000.

## Bâtiments remarquables et lieux de mémoire
Un groupe de bâtiments géré par la « Fondation Amicie Lebaudy » est situé dans cette voie.